# 阿武夏織
阿武 夏織（あんの かおり、1985年7月7日 - ）は、日本のチアリーダー。2015年よりNBAのアトランタ・ホークスのチアリーダー、アトランタ・ホークスチアリーダーズのメンバーを務める。
山口県山口市出身。身長158.5cm。血液型はB型。

## 来歴
2007-2011の4シーズンをbjリーグ、大阪エヴェッサのオフィシャルダンスチーム『bt』のメンバーとして活動。
2012-2013シーズンにはJBL2、兵庫ストークス(現・神戸ストークス)のオフィシャルダンスチーム『Stork Girls』の初代メンバーとして活動し、同チームの優勝を経験した。
2015年、アトランタ・ホークスのオーディションに合格。以後2016年・2017年と3年連続で在籍している。